# Гуадалканал (мемориал)
Гуадалканал (англ. Guadalcanal American Memorial) — памятник Второй мировой войны на Гуадалканале на Соломоновых Островах. Построен в Хониаре 7 августа 1992 года как дань уважения американцам и их союзникам, погибшим во время битвы за Гуадалканал с 7 августа 1942 года по 9 февраля 1943 года. В ознаменование 50-летия высадки на Красном пляже 7 августа 1992 года был открыт военный мемориал. Об этом также написано на красных мраморных табличках внутри памятника. Мемориал был создан совместными усилиями Американской комиссии по боевым памятникам (ABMC) и Мемориальной комиссии Гуадалканала и Соломоновых Островов по инициативе Роберта Рейнольдса, руководителя Valors Tours Ltd. Мемориал содержится силами ABMC. Ежегодно 7 августа проводится памятная церемония по случаю первого дня битвы. Другой памятник, установленный на горе Остен — дань памяти погибшим японцам.

## Предыстория
Военно-морской флот, Корпус морской пехоты, армия и их союзники сражались с силами Японской империи на Гуадалканале во время Второй мировой войны с 7 августа 1942 года по 9 февраля 1943 года, чтобы взять под свой контроль остров, на котором японцы создали укреплённую военную базу. В течение шести месяцев велись ожесточенные бои на суше, в воздухе и на море, пока японцы не отступили после нескольких неудач в семи крупных морских сражениях и столкновений в воздухе. Американские войска в конечном итоге победили. Японцы эвакуировались с северо-западного побережья в феврале 1943 года.
Произошедшая ожесточенная битва, в которой обе стороны сражались на пределе возможностей, привела к потере 1200 самолётов, 49 кораблей и до 35 000 американских и японских солдат. Было неясно, кто в конечном итоге победит. Когда японцы капитулировали, японский генерал-майор Киётакэ Кавагути, которому было приказано дать бой американским морским пехотинцам, сказал: «Гуадалканал — это не название острова. Это кладбище японской армии». Сражение переломило кампанию против Японии, и это была решающая битва Тихоокеанской войны, выигранная эффективными совместными действиями всех вооружений и служб Соединенных Штатов Америки, в которой морская пехота сыграла решающую роль.
Японцы понесли огромные потери: 800 самолётов, 2362 пилота и экипаж. Американцы потеряли 24 боевых корабля общим водоизмещением 126 240 тонн, но у них были ресурсы, чтобы возместить свои потери, и погибшие американцы составили десятую часть от общего числа погибших в битве 50 000 человек. Именно в этом бою были разрушены легенды о «непобедимости японского солдата и истребителя Зеро».
В этой самой продолжительной кампании Тихоокеанской войны было задействовано 65 000 американских военнослужащих из Корпуса морской пехоты США, Сухопутных войск США и строительных подразделений ВМС США. Общие потери всех этих сил составили: убитыми, в том числе ранеными и пропавшими без вести, было 1342 военнослужащих морской пехоты и 3170 ранеными; ВМС США потеряли 4737 человек, включая пропавших без вести в море, и 2344 человека были ранены; Американская дивизия армии США потеряла 344 человека, 855 были ранены; 25-я пехотная дивизия США (поздно вступившая в бой) потеряла 216 человек, из них 439 были ранены; воздушные силы USAAF потеряли 93 человека, многие из них были ранены; ВМС США потеряли 41 летчика, а авиация морской пехоты потеряла многих, но их количество не разглашается. Об американцах, взятых в плен, ничего не известно.

## Характеристика
Мемориал расположен на Скайвэй Драйв на холме (первом холме, занятом войсками США) с видом на Тихий океан. Он находится к западу от реки Матаникау, которая в течение многих месяцев была местом сражений между американцами и японцами, с захватывающим видом на гору Остин и пролив Айрон-Боттом-Саунд. Памятник в виде пилона раскинулся на большой площади. Главный мемориал имеет размер 4 на 4 фута (1,2 м х 1,2 м) и высоту 24 фута (7,3 м). Четыре фасции памятника ориентированы на четыре стороны, где велись сражения. Подробности пяти сражений и названия кораблей (США и их союзников), которые были потеряны во время операций, высечены на мраморных досках. Таблички дают краткое описание пяти сражений — Кровавого хребта («хребет Эдсона»), Тассафаронга в проливе Айрон-Боттом-Саунд, острова Новая Джорджия (кампания на Соломоновых Островах), мыса Эспаранс и горы Остин.
Надпись на мемориале гласит:

«This memorial has been erected by the

United States of America

in humble tribute to its sons and its allies

who paid the ultimate sacrifice

for the liberation of the Solomon Islands

1942—1943».